# シカゴ・ブラックホークス
シカゴ・ブラックホークス（Chicago Blackhawks）は、アメリカ合衆国イリノイ州シカゴを本拠としているナショナルホッケーリーグ（NHL）所属のプロアイスホッケーチームである。ホークス (Hawks) と省略して呼称される場合もある。

## 歴史
シカゴ・ブラックホークスは、NHLのアメリカ合衆国進出への一環として1926年に創設された。創立当初、ブラックホークスの選手の多数は、この2年前に相次いで閉鎖された西部カナダホッケーリーグ (Western Canada Hockey League) や太平洋岸ホッケーリーグ (Pacific Coast Hockey League) 出身であった。チームの初シーズンは、フォワードラインの ミッキー・マッケイ (Mickey MacKay)、ベイブ・ダイ (Babe Dye) 、ディック・アーヴィン (Dick Irvin) らが、それぞれリーグの最多得点争いに加わるなど概ね成功したといえる成績を残した。
ところが1927年はプレーオフの第1ラウンドで対ボストン・ブルーインズ戦に敗退し、翌1927-1928 シーズン にはリーグ最低成績に沈む。
1931年、点取り屋の ジョニー・ゴットセリグ (Johnny Gottselig) 、ディフェンスの サイ・ウェントワース (Cy Wentworth) 、ゴーリーにはチャーリー・ガーディナー(Charlie Gardiner)を配して、チームは初のスタンレー・カップ決勝に進出するも、モントリオール・カナディアンズの前に終盤で連敗し敗退する。1932年も綺羅星のような選手を取り揃えるが、プレーオフでの成功には結びつかなかった。
1934年には、スタンレー・カップ初優勝を飾る。このときの対戦相手はデトロイト・レッドウイングス。ゴーリーのチャーリー・ガーディナーの堅守とポール・トンプソン (Paul Thompson) の20ゴールが光った。なお、不幸なことにこのシーズン終了のわずか2ヵ月後にガーディナーは扁桃の感染症により死去した。
この後3年余りにわたってシカゴは鳴かず飛ばずの状態が続き、1938年ごろは物笑いの種にされ、かろうじてプレーオフに顔を見せる程度であった。ところが、このシリーズのモントリオール・カナディアンズ戦及びニューヨーク・アメリカンズ戦では勝負を決める試合で相次いで延長戦ゴールを決め両チームを痺れさせた。そして、スタンレー・カップ決勝の対トロント・メープルリーフス戦に駒を進めた。
ブラックホークスのゴーリー、マイク・カラカス (Mike Karakas) は負傷し、序盤で決勝戦には出場できる状態ではなかった。そこでチームは一か八かの賭けにでて、当時トロントのマイナーリーグに所属していたアルフィー・ムーア (Alfie Moore) をゴーリーに起用する。この賭けは吉とでて、ムーアはカラカスの快癒までの2試合に出場し、僅かに2ゴールしか許さなかった。こうして、ホークスは2度目のスタンレー・カップを手にした。
1944年には、クリント・スミス (Clint Smith) のリーグ最多アシストにより、同ラインのダグ・ベントレイ (Doug Bentley)、ビル・モシエンコ(Bill Mosienko)がそれぞれシーズン30ゴールを上げ、ふたたびカップ決勝に進出をした。準決勝ではデトロイト・レッドウイングスに快勝したが、決勝では圧倒的な戦力を誇ったモントリオール・カナディアンズに4連敗となす術もなく敗れた。
この後数シーズン、シカゴはNHLのお荷物チームの典型となる。1945年から1958年までの間、たった2度しかプレーオフ進出がならなかった。
1950年代の後半にホークスは、ボビー・ハル (Bobby Hull) 、スタン・ミキタ (Stan Mikita) 、ディフェンスのピエール・ピロット (Pierre Pilote) やゴーリーのグレン・ホール (Glenn Hall) らゴールデンルーキーを次々に獲得する。1959年、1960年と連続でこれらの年度の優勝チーム、カナディアンズに完敗し、1961年もカナディアンズはホークスを一蹴せんと手ぐすねを引いて準決勝で待ち構えていた。モントリオールのスター軍団を徹底的に消耗させるという作戦は、守備的な作戦ではあったが見事に功を奏し、シカゴは第6試合で勝利を収める。勢いをかって決勝ではデトロイト・レッドウイングスに勝ち、カップ優勝を決めた（2004年時点で、最後の優勝）。
1960年代には2度決勝に進出しているが、両方とも敗れている（1962年対トロント・メープルリーフス戦、1965年対モントリオール・カナディアンズ戦）。1960年代を通じてシカゴは、ボビー・ハルの4期連続50ゴール以上、ミキタの2度に渡る得点王獲得、Pilote の3年連続ノリス賞 (Norris Trophies) 受賞などもあり有力チームの一つとしてみなされていた。
グレン・ホールは、1967年のNHL拡大に伴い、新規参入のセントルイス・ブルースに移籍、1969年には、1958年以来チーム初めてとなるプレイオフ出場を逃した（その後1998年までプレーオフ連続出場）。
1967年ブラックホークスはボストン・ブルーインズと、後に「スポーツ史上最も一方的な」と形容されることとなるトレードに踏み切る。このトレードで、ブラックホークスの放出選手は、フィル・エスポジト (Phil Esposito) 、ケン・ホッジ (Ken Hodge) 、フレッド・スタンフィールド (Fred Stanfield) 、これに対しボストンからの加入選手は、ピット・マーチン (Pit Martin) 、ジャック・ノリス (Jack Norris) 、ジル・マロット (Gilles Marotte) のそれぞれ3選手であった。マーチンは長らくブラックホークスの花形選手となるのであるが、それにもまして移籍3選手のエスポジト、ホッジ及び スタンフィールドは大活躍をして僅か数年でブルーインズを一躍トップチームへと登りつめさせ、2度もスタンレー・カップ優勝に導いた。特にフィル・エスポジトは、ブルーインズ加入後に数々の得点記録を樹立し、NHL史上最も偉大な選手の一人としてホッケーの殿堂入りを果した。
シカゴは、このトレードの不首尾にもかかわらず1971年には2年目ゴーリーのトニー・エスポジト（Tony Esposito、前年に最優秀新人に贈られるカルダー記念賞受賞）、オフェンスのハル、デニス（ハルの弟）、ミキタ、ディフェンスのパット・ステイプルトン(Pat Stapleton)、ビル・ホワイト (Bill White) を擁して、スタンレー・カップ決勝に出場。このときはカナディアンズの前に敗れた。また、1973年にも再びカップ決勝に進出した（このときもカナディアンズに敗退）。
1970年代の残りは、チームは毎年プレーオフに参加するも、参加試合で連続16連敗を喫するなどカップを狙えるようなチームではなかった。
1976年には、ボストン・ブルーインズからボビー・オア (Bobby Orr) を獲得するものの、体調不良によりシーズンの大半に欠場、その後1979年に引退する。1977年にもスタン・ミキタ (Stan Mikita) も同様に年間23試合しか出場していない。
1982年になると、ブラックホークスはノリス・ディビジョン(Norris Division) の第4シードでプレイオフに参戦し（この当時のルールでは、各地区の上位4チームは自動的にプレーオフに進出する権利があった）、その年のシンデレラ・チームとなる。2年目の デニ・サバール(Denis Savard) の32ゴール119ポイント、ダグ・ウィルソン(Doug Wilson) の39ゴールなどの活躍により、ダラス・スターズ、セントルイス・ブルースを連破。しかしもう一つのシンデレラ・チームバンクーバー・カナックスに黒星を喫する。
翌1983年も第3ラウンドまで進み（エドモントン・オイラーズに敗れる）、シカゴは前年がフロックでなかったことを証明する。1984年は不調であったが、1985年には第3ラウンドまで進み、またもエドモントンに惜敗する。
1980年代後半もシカゴは、プレーオフの常連であったがいずれも緒戦で敗退している。この原因は、攻撃力不足ではない。事実、サバードやスティーブ・ラーマー(Steve Larmer) はそれぞれ、シーズン30ゴールを常に達成していたのである。1989年、地区第4位の成績で、しかもプレーオフ第1ラウンドで3連敗をしながらも、ゴーリーのエド・ベルフォア (Ed Belfour) 、センターのジェレミー・ローニック (Jeremy Roenick) （いずれもルーキー）らの活躍でシカゴはカンファレンス決勝に進出した。 しかし、このときもカルガリー・フレームス（優勝チーム）に敗れ、スタンレー・カップ決勝への参加を逸した。翌1990年もノリス地区優勝の実績を引っさげてプレーオフに乗り込むが、第3ラウンドでエドモントン・オイラーズに敗退する。1991年もレギュラーシーズンではリーグ最高成績で会長賞を獲得。しかしプレーオフ第1ラウンドでミネソタ・ノーススターズに敗れる。
1992年、ローニックの53ゴール、2年前にカナディアンズから移籍したディフェンスのクリス・チェリオス (Chris Chelios) 、ゴーリーのベルフォア 、未来のスーパースターゴーリーのドミニク・ハシェック (Dominik Hasek) らの活躍でスタンレー・カップ決勝に進出するが、ピッツバーグ・ペンギンズとりわけマリオ・ルミュー (Mario Lemieux) の敵ではなく、4連敗を喫する。
1993年はベルフォアの堅守により、シーズン40勝を達成し、カップへの遠い道のりを目指す。しかし第1ラウンドでセントルイス・ブルースの前にあえなく屈した。
1994年には勝率5割前後の成績を残した後、1995年のストライキで短縮されたシーズン中にチームは本拠地をシカゴ・スタジアム (Chicago Stadium) からユナイテッド・センター (United Center) へと移転した。同年にはバーニー・ニコルス (Bernie Nicholls)、ジョー・マーフィー (Joe Murphy) 両選手が48試合で20ゴール以上を上げ、チームはプレーオフ第3ラウンドに進むがデトロイト・レッドウイングスの前に敗退した。
ベルフォアはその後ダラス・スターズにトレードで放出され、チームは1990年代後半に低迷する（1998年には29シーズンぶりにプレーオフ進出を逸する）。
この当時では、シカゴではエリック・ダーゼ (Eric Daze) 、ローニックとのトレードで加入したアレクセイ・ザムノフ (Alexei Zhamnov) 、トニー・アモンテ (Tony Amonte) やゴーリーのジョセリン・ティボー (Jocelyn Thibault) がチーム内でのスリー・リーディングスターとして目立った。しかし、シカゴはプレイオフを4年連続で逃し、2002年もプレーオフ第1ラウンドで姿を消した。
2002年夏にはアモンテがフェニックス・コヨーテズに移籍し、2003年もシカゴはプレイオフ進出を逸した。
2004年から2005年のNHLロックアウト終結後の2005-2006シーズン、チームは前シーズンタンパベイ・ライトニングでスタンレーカップを獲得したゴーリー、ニコライ・ハビブリン（Nikolai Khabibulin）を獲得するが、シーズンを通したハビブリンの不調もあり、チームはプレーオフ進出を逃した。
翌2006-2007シーズン、マーティン・ハブラットらをトレード獲得するものの、NHLワーストの成績に終わる。しかしドラフトで全体1位の指名権を得ると、パトリック・ケイン(Patrick Kane)を指名した。
2007-2008シーズン、ケインがチーム1の得点数を挙げ、2006年ドラフトの全体3位指名のジョナサン・ティーズ(Jonathan Toews)もここぞという場面で活躍。最終的にチームはプレーオフを逃すものの、来年、未来へ向けての光明となった。
2008-2009シーズン フリーエージェント解禁日に、リーグ屈指の好選手、ブライアン・キャンベル(Brian Campbell)とクリストバル・ヒュエー(Christobal Huet)を獲得。若手ではケインやティーズに加え、クリス・ヴァースティーグ(Kris Versteeg)なども活躍し、チームは実に7年ぶりにプレーオフに進出する。最終的にウェスタンカンファレンス決勝までいくが、デトロイト・レッドウィングスに敗れ去った。
2009年オフまたしてもフリーエージェント解禁日にレッドウィングスからマリアン・ホッサとトーマス・コペッキー(Tomas Kopecky)を獲得する。2008-2009年にチーム1の得点を挙げたマーティン・ハブラットはミネソタ・ワイルドに移籍した。また、チームはディフェンスマンのダンカン・キース（Dunkun Keith）と大型契約を結んだ。ホッサは2009年のプレーオフで痛めた肩を手術したため、シーズンを大きく出遅れることとなる。しかし、ホッサ不在にもかかわらず、オリジナル・シックスでは2008‐2009年シーズンから年史上最年少でキャプテンを務めていたティーズや得点・アシスト・ポイントにおいてチーム三冠だったケインらを中心にスタートダッシュを成功させたホークスはその後も快進撃を続け、最終的に112ポイントを獲得し、中地区1位、プレーオフでは第2シードを獲得する。プレーオフでは3月から正ゴーリーを任されていたアンティ・ニエミ（Anttie Niemi）や怪我人続出のため急きょRWからディフェンスにコンバートされ（プレーオフ第二ラウンドより、本来のポジションに戻る）て注目されたダスティン・バッファリン (Dustin Byfuglien) や13試合連続ポイントのテーブスらの活躍もあり、第一ラウンドのナッシュビル・プレデターズを4勝2敗、第二ラウンドのバンクーバー・カナックスも4勝2敗、カンファレンス・ファイナルのサンノゼ・シャークスを4勝0敗で下し、ファイナルのシンデレラチームであったフィラデルフィア・フライヤーズを4勝2敗で破って、見事49年ぶりの優勝をおさめた。デイブ・ボーランド（Dave Bolland）ら目立たないながら活躍する選手が多かったプレーオフだった。